# Distrito de Sittwe
El distrito de Sittwe (birmano: စစ်တွေခရိုင်) es un distrito de Birmania perteneciente al Estado Rakáin. Su capital es Sittwe, que también es la capital estatal. En 2014 tenía 535 583 habitantes. El distrito, con una extensión de 3107 km², se ubica en la costa noroccidental del estado, abarcando el delta fluvial que forman los ríos Mayu y Kaladan en su desembocadura en el golfo de Bengala. En este contexto geográfico, incluye numerosas islas casi unidas a la costa continental y separadas del continente por canales fluviales, siendo Myingun la única isla del distrito completamente marítima.

## Organización territorial
El distrito está dividido en cuatro municipios (población en 2014):
- Municipio de Pauktaw (145 957 habitantes) - capital en Pauktaw
- Municipio de Ponnagyun (129 753 habitantes) - capital en Ponnagyun
- Municipio de Rathedaung (111 974 habitantes) - capital en Rathedaung
- Municipio de Sittwe (147 899 habitantes) - capital en Sittwe